# Flabellum ostrogonów
Flabellum (l. mn. flabella) – element anatomiczny ostrogonów, powstały z epipoditu odnóży krocznych piątej pary.
Rolą flabella jest naganianie strumienia wody w kierunku jamy skrzelowej, przy jednoczesnym odfiltrowywaniu z niego zanieczyszczeń stałych. Podejrzewa się, że pełnią one ponadto funkcję narządów zmysłowych.